# Церковь Николая Чудотворца в Ангелове
Церковь Николая Чудотворца в Ангелове — действующая православная церковь в Ангелово.

## История
Первый храм на этом месте был основан не позже 2-й половины XV века. Первый владелец села грек Никула Ангелов (Микула Иванович Ангелов) поставил здесь деревянный храм в честь своего небесного покровителя. В 1532 году село перешло в собственность Иосифо-Волоколамского монастыря. Секуляризировано в 1764 году.
В 1872 году было построено каменное здание, сильно пострадавшее от пожара в 1874 году. Отец Иоанн Речменский и церковный староста Иван Стефанов Курочкин призывали к пожертвованию на его восстановление через газеты.
Нынешнее здание было построено в 1906—1909 годах, для сбора средств на него отец Стефан Иосифович Холмогоров за шесть лет до этого основал кирпичный завод при церкви.
Ктитором стал директор московской красильной фабрики П. К. Липинский, новый владелец красильной фабрики в Баньках.; он взял на себя все расходы по строительству. Архитектор — Приёмышев М. Е.
20 июня 1906 года новый храм был заложен, открыт в 1909 году.

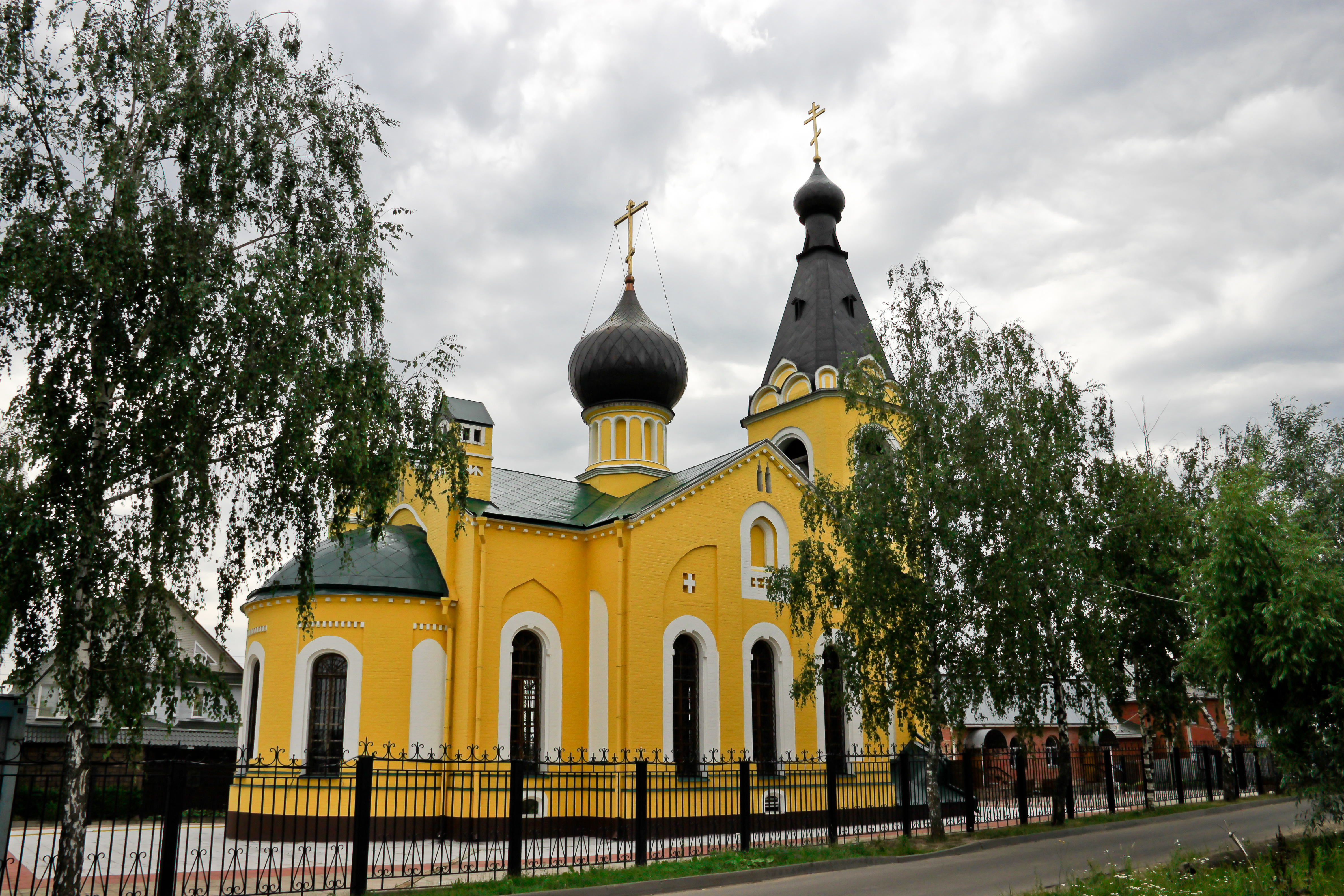
Вид сбоку
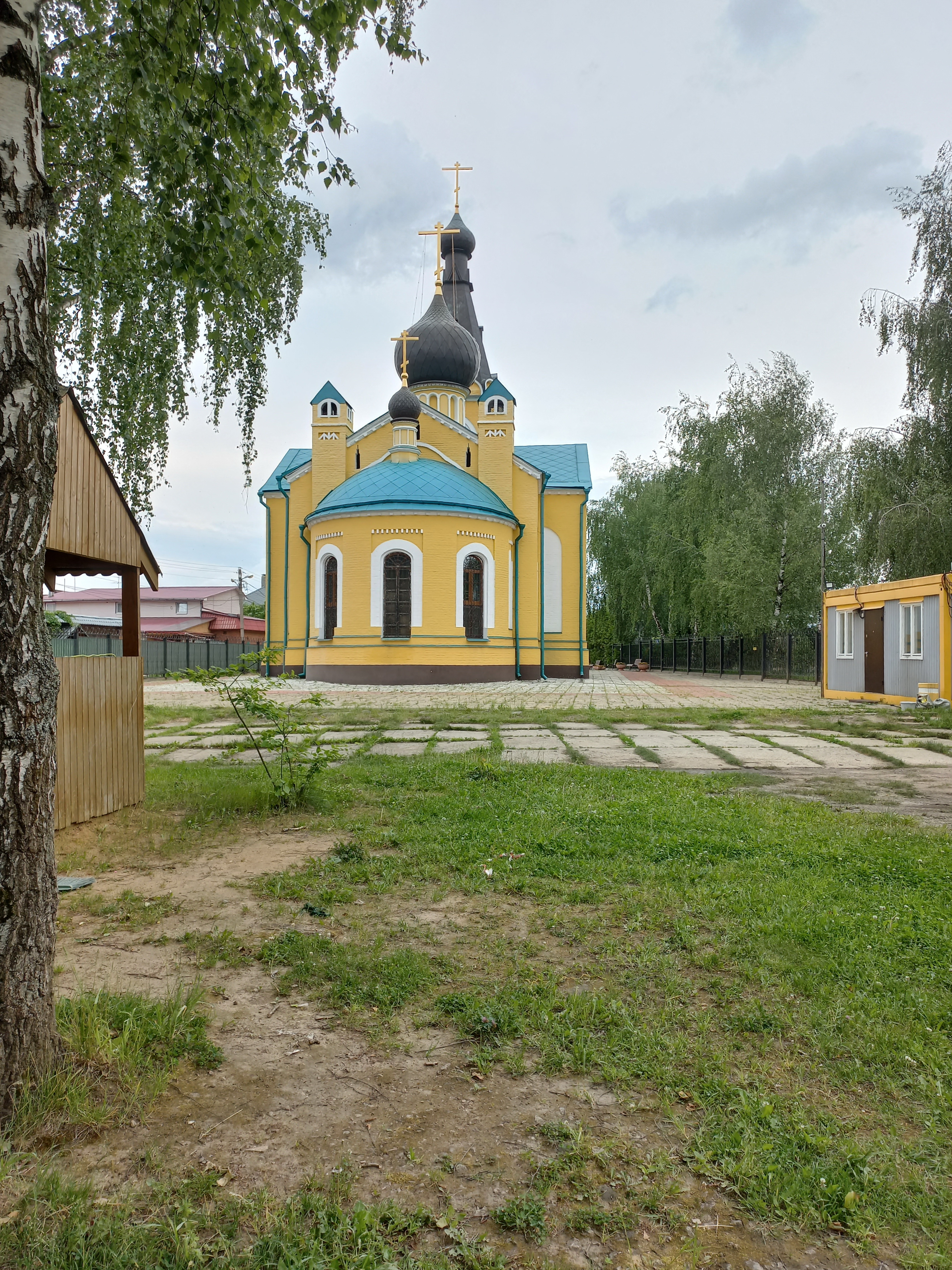
Вид сзади

### После революции
Службы в храме продолжались до 1934 года.
После разграбленный и обезображенный храм приспособили под ремонтную мастерскую и склад строительного управления.
В 1993 г. передан храм общине верующих.
В 1993 году настоятелем храма был назначен протоиерей Сергий Саввович Ильчук. Здание находилось в руинном состоянии. «Многими трудами отца Сергия, его супруги матушки Любови, прихожан и добрых помощников храм был полностью восстановлен. Храм из был приведен в прекрасное состояние как снаружи, так и внутри — полностью украшен росписью, установлен золочённый резной иконостас, написаны многие иконы. Была восстановлена колокольня, на которой установлены новые большие колокола. Вокруг храма установлена новая ограда, церковный двор благоустроен, построен дом причта и воскресная школа».
Полное восстановление храма было завершено в 2000 году.
Сейчас при Никольском храме действует воскресная школа.

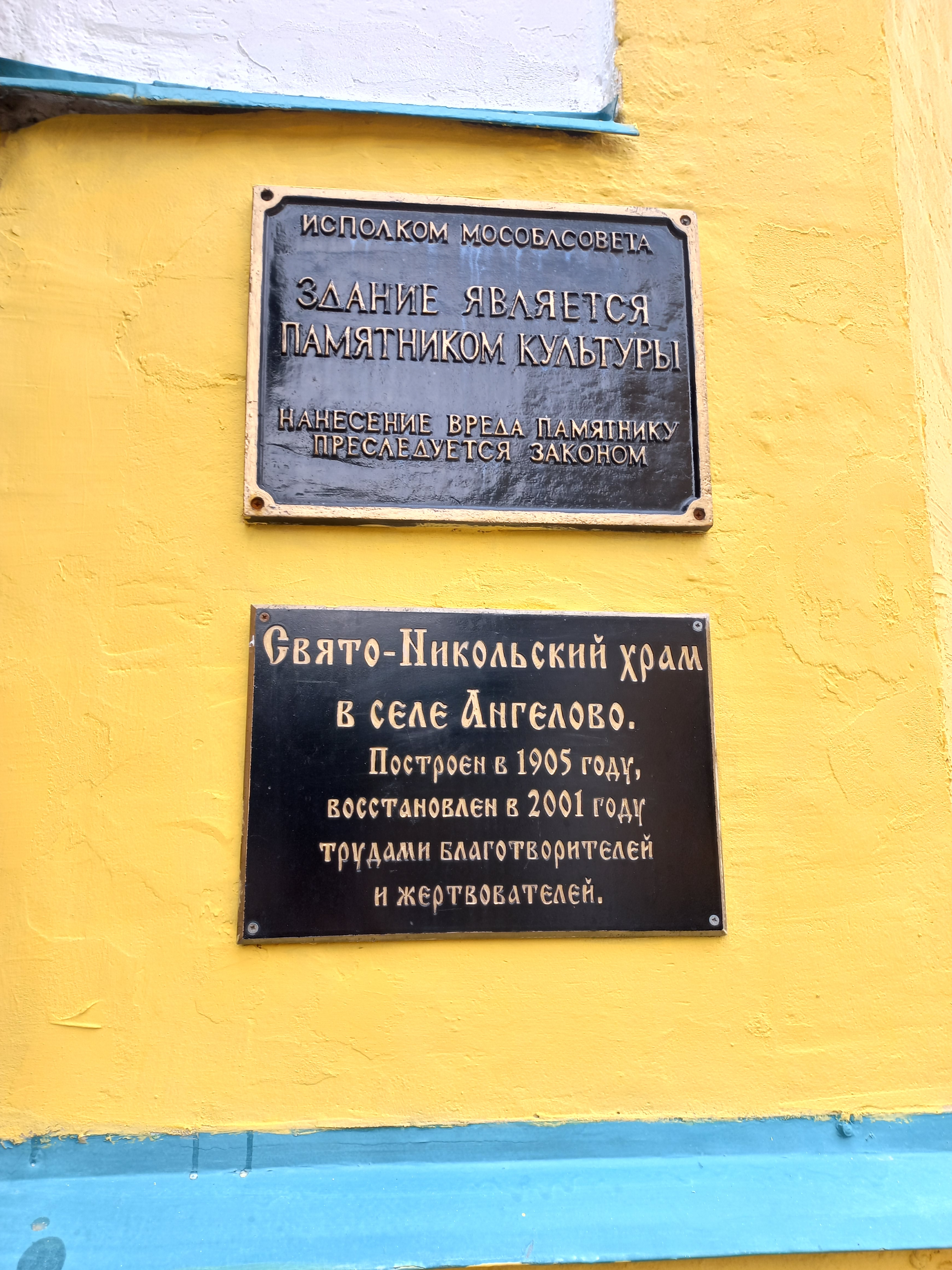
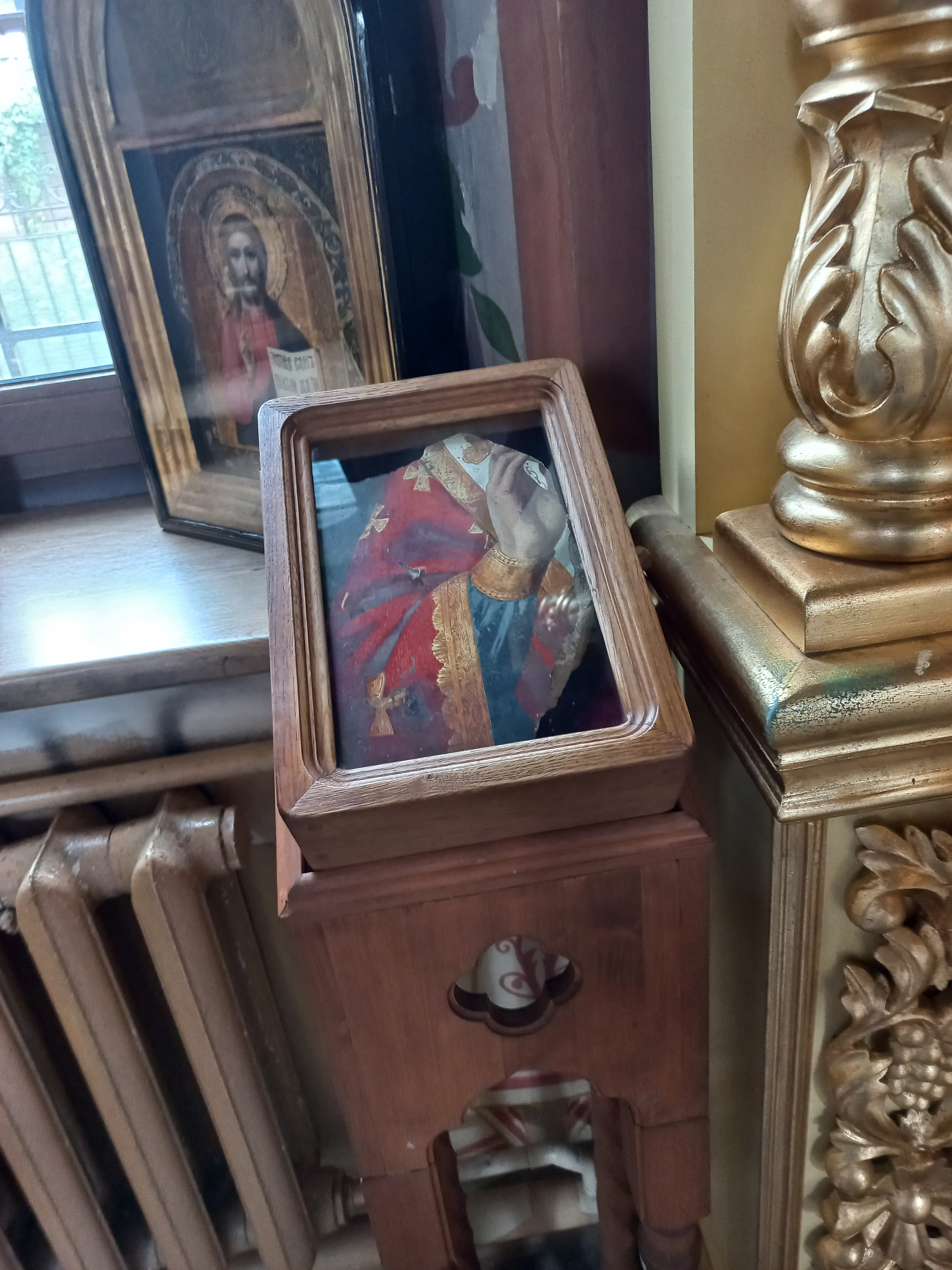
Единственный сохранившийся фрагмент дореволюционной росписи
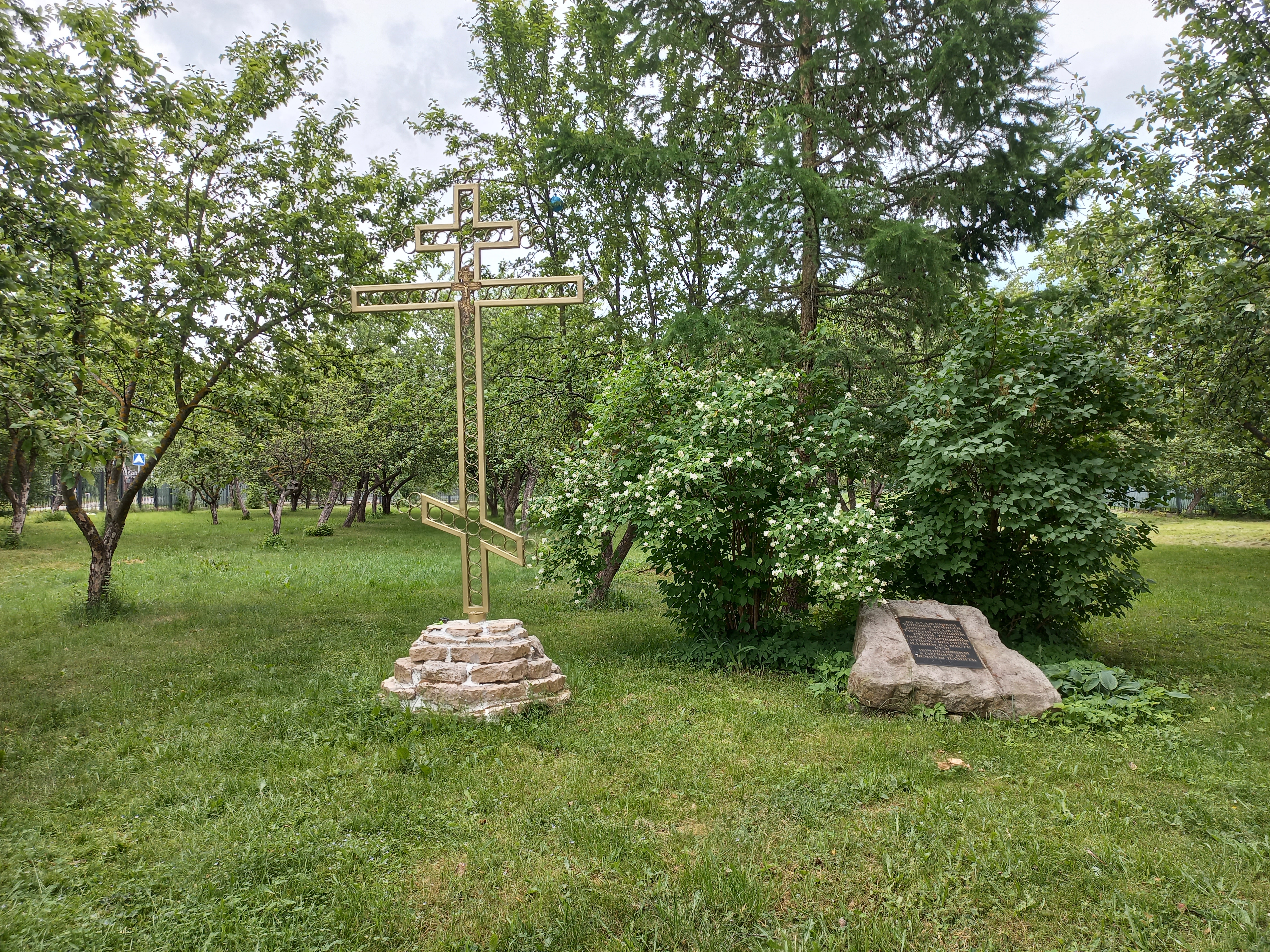
Яблоневый сад на месте церковного кладбища с крестом на месте группового перезахоронения найденных останков

## Клир
Настоятели:
- Михаил Данилов — в 1760-е[8]
- Василий Михайлов (ок. 1725-?) — в 1771
- Алексей Стефанов (Патакин) (ок. 1734-?) — в 1770-е
- Иван Григорьев (Крылов / Анцеров) (ок. 1745-?) — минимум с 1790 по 1797, сват предыдущего
- Петр Андреев Боголепов (ок. 1773—1833) — 1798, затем с 1802 по 1833, зять предыдущего
  - После его смерти до занятия вакантного места в 1833 году несколько месяцев замещал священник соседнего Марьина Никифор Феопемтов Стрельцов
- Иван Сергеев Троицкий (ок. 1812-?) — с 1834 до 1846, зять предыдущего
- Василий Стефанов Смирнов (ок. 1818-?) — с 1847 до 1860-х, зять Боголепова
- Иоанн Никитин Речменский (1845—1881) — 1870-е-1881, зять предыдущего. Его сын — ученый Речменский, Александр Иванович.
- Иосиф Ильин Холмогоров[9] (ок. 1828-после 1888) — в 1881—1888, дальний родич предыдущим через жену. (Его племянник — знаменитый бас Михаил Кузьмич Холмогоров).
- Стефан Иосифов Холмогоров[10] (ок. 1864—1933) — с 1890-х, сын предыдущего.
- Василий Успенский (после 1917)[11]
- протоиерей Сергий Саввович Ильчук (1949—2025) — с 1993 по 2016, когда из-за болезни назначен почетным настоятелем[7]
- протоиерей Михаил Георгиевич Безруков (16.10.2014 по 06.08.2018)
- священник Иоанн Алексеевич Ширинкин (с 2018)

| | Священник                                                                                           | Диакон | Дьячок | Пономарь                                                                       |
| --- | --------------------------------------------------------------------------------------------------- | --- | --- | ------------------------------------------------------------------------------ |
| 1771 | Василий Михайлов, жена его Наталья Алексеева (ок. 1724-?)                                           | Симеон Яковлев (ок. 1733-?), жена его Анна Аникеева (ок. 1734-?)                                                                                 | исправляет дьяческую должность Георгий Васильев (ок. 1756-?), сын попа                                                            | в должности пономарской Яков Иванов (ок. 1749-?)                               |
| 1775 | Алексей Стефанов (Патакин), жена его Марья Прокофьева (ок. 1750-?)                                  | Андрей Сергеев (ок. 1747-?), жена его Прасковья Григорьева (ок. 1750-?)                                                                          | Матфей Андреев | Матфей Тихонов (ок. 1748-?), жена его Устинья (ок. 1748-?)                     |
| 1777 | Алексей Стефанов (Патакин), жена его Марья Прокофьева (ок. 1750-?)                                  | Андрей Сергеев (ок. 1747-?), жена его Прасковья Григорьева (ок. 1750-?)                                                                          | Матфей Андреев | Матфей Тихонов (ок. 1748-?), жена его Устинья (ок. 1748-?)                     |
| 1778 | Алексей Стефанов (Патакин), жена его Марья Прокофьева (ок. 1750-?)                                  | Андрей Сергеев (ок. 1747-?), жена его Прасковья Григорьева (ок. 1750-?)                                                                          | — нет — | Матфей Тихонов                                                                 |
| 1784 | Алексей Стефанов (Патакин), жена его Марья Прокофьева (ок. 1750-?)                                  | Андрей Сергеев (ок. 1747-?), жена его Прасковья Григорьева (ок. 1750-?)                                                                          | — нет — | Матфей Тихонов Разумов (ок. 1755-?), жена его Стефанида Тарасова (ок. 1755-?)  |
| 1792 | Иван Григорьев (Крылов / Анцеров), жена его Катерина Федорова (ок. 1754 — ок. 1825)                 | Иван Иванов (Анцеров / Крылов) (ок. 1771—1824), сын священника. Жена его Прасковия Алексеева (Патакина) (ок. 1771—1826), дочь предыд. священника | — нет — | Матфей Тихонов Разумов (ок. 1755-?), жена его Стефанида Тарасова (ок. 1755-?)  |
| 1795 | Иван Григорьев (Крылов / Анцеров), жена его Катерина Федорова (ок. 1754 — ок. 1825)                 | Иван Иванов (Анцеров / Крылов) (ок. 1771—1824), сын священника. Жена его Прасковия Алексеева (Патакина) (ок. 1771—1826), дочь предыд. священника | — нет — | Матфей Тихонов Разумов (ок. 1755-?), жена его Стефанида Тарасова (ок. 1755-?)  |
| 1797 | Петр Андреев Боголепов, жена его Марфа Иванова (Крылова / Анцерова) (ок. 1780-?), дочь предыд. попа | Иван Алексеев (Остроумов) (ок. 1754-?), жена его Стефанида Александрова (ок. 1759-?)                                                             | Михайла Алексеев (Патакин) (ок. 1780-?), сын предыд. попа.                                                                        | Матфей Тихонов Разумов (ок. 1755-?), жена его Стефанида Тарасова (ок. 1755-?)  |
| 1802 | Петр Андреев Боголепов, жена его Марфа Иванова (Крылова / Анцерова) (ок. 1780-?), дочь предыд. попа | Иван Алексеев (Остроумов) (ок. 1754-?), жена его Стефанида Александрова (ок. 1759-?)                                                             | Михайла Алексеев (Патакин) (ок. 1780-?), сын предыд. попа.                                                                        | Матфей Тихонов Разумов (ок. 1755-?), жена его Стефанида Тарасова (ок. 1755-?)  |
| 1808 | Петр Андреев Боголепов, жена его Марфа Иванова (Крылова / Анцерова) (ок. 1780-?), дочь предыд. попа | Иван Алексеев (Остроумов) (ок. 1754-?), жена его Стефанида Александрова (ок. 1759-?)                                                             | Михаил Герасимов (Нечаев) (ок. 1789-?), жена его Марфа Алексеева Патакина (ок. 1782-?), дочь. предыд. попа                        | Матфей Тихонов Разумов (ок. 1755-?), жена его Стефанида Тарасова (ок. 1755-?)  |
| 1811 | Петр Андреев Боголепов, жена его Марфа Иванова (Крылова / Анцерова) (ок. 1780-?), дочь предыд. попа | Иван Алексеев (Остроумов) (ок. 1754-?), жена его Стефанида Александрова (ок. 1759-?)                                                             | Михаил Герасимов (Нечаев) (ок. 1789-?), жена его Марфа Алексеева Патакина (ок. 1782-?), дочь. предыд. попа                        | Матфей Тихонов Разумов (ок. 1755-?), жена его Стефанида Тарасова (ок. 1755-?)  |
| Петр Матвеев Разумов (ок. 1796-?), сын предыд. пономаря. Жена Татьяна Федорова (ок. 1795-?)                                                | Петр Андреев Боголепов, жена его Марфа Иванова (Крылова / Анцерова) (ок. 1780-?), дочь предыд. попа | Иван Алексеев (Остроумов) (ок. 1754-?), жена его Стефанида Александрова (ок. 1759-?)                                                             | Михаил Герасимов (Нечаев) (ок. 1789-?), жена его Марфа Алексеева Патакина (ок. 1782-?), дочь. предыд. попа                        |                                                                                |
| 1816 | Петр Андреев Боголепов, жена его Марфа Иванова (Крылова / Анцерова) (ок. 1780-?), дочь предыд. попа | Иван Алексеев (Остроумов) (ок. 1754-?), жена его Стефанида Александрова (ок. 1759-?)                                                             | Михаил Герасимов (Нечаев) (ок. 1789-?), жена его Марфа Алексеева Патакина (ок. 1782-?), дочь. предыд. попа                        |                                                                                |
| 1825 | Петр Андреев Боголепов, жена его Марфа Иванова (Крылова / Анцерова) (ок. 1780-?), дочь предыд. попа | Иван Алексеев (Остроумов) (ок. 1754-?), жена его Стефанида Александрова (ок. 1759-?)                                                             | Михаил Герасимов (Нечаев) (ок. 1789-?), жена его Марфа Алексеева Патакина (ок. 1782-?), дочь. предыд. попа                        |                                                                                |
| 1830 | Петр Андреев Боголепов, жена его Марфа Иванова (Крылова / Анцерова) (ок. 1780-?), дочь предыд. попа | Иван Алексеев (Остроумов) (ок. 1754-?), жена его Стефанида Александрова (ок. 1759-?)                                                             | Михаил Герасимов (Нечаев) (ок. 1789-?), жена его Марфа Алексеева Патакина (ок. 1782-?), дочь. предыд. попа                        |                                                                                |
| Николай Васильев Малинин (ок. 1811-?), жена его Екатерина Стефанова Смирнова (ок. 1814-?), сестра будущего попа Василия Стефанова Смирнова | Петр Андреев Боголепов, жена его Марфа Иванова (Крылова / Анцерова) (ок. 1780-?), дочь предыд. попа | | Михаил Герасимов (Нечаев) (ок. 1789-?), жена его Марфа Алексеева Патакина (ок. 1782-?), дочь. предыд. попа                        |                                                                                |
| 1833 | Петр Андреев Боголепов, жена его Марфа Иванова (Крылова / Анцерова) (ок. 1780-?), дочь предыд. попа | | Михаил Герасимов (Нечаев) (ок. 1789-?), жена его Марфа Алексеева Патакина (ок. 1782-?), дочь. предыд. попа                        |                                                                                |
| 1834 | Иван Сергеев Троицкий, жена его Надежда Петрова Боголепова (1811-?), дочь предыд. попа              | | Михаил Герасимов (Нечаев) (ок. 1789-?), жена его Марфа Алексеева Патакина (ок. 1782-?), дочь. предыд. попа                        |                                                                                |
| 1846 | Иван Сергеев Троицкий, жена его Надежда Петрова Боголепова (1811-?), дочь предыд. попа              | | Михаил Герасимов (Нечаев) (ок. 1789-?), жена его Марфа Алексеева Патакина (ок. 1782-?), дочь. предыд. попа                        |                                                                                |
| 1847 | Василий Стефанов Смирнов, жена его Ольга Петрова Троицкая (1816 — до 1849), дочь предыд. попа       | | Михаил Герасимов (Нечаев) (ок. 1789-?), жена его Марфа Алексеева Патакина (ок. 1782-?), дочь. предыд. попа                        |                                                                                |
| 1850 | Василий Стефанов Смирнов, жена его Ольга Петрова Троицкая (1816 — до 1849), дочь предыд. попа       | Иван Андреев Сомов (ок. 1828 — ?), жена его Мария Николаева (ок. 1824 — ?)                                                                       | Иван Михайлов Никольский (ок. 1820-?), жена его Александра Герасимова (ок. 1825-?)                                                |                                                                                |
| 1853 | Василий Стефанов Смирнов, жена его Ольга Петрова Троицкая (1816 — до 1849), дочь предыд. попа       | Иван Андреев Сомов (ок. 1828 — ?), жена его Мария Николаева (ок. 1824 — ?)                                                                       | Иван Михайлов Никольский (ок. 1820-?), жена его Александра Герасимова (ок. 1825-?)                                                |                                                                                |
| ? | Василий Стефанов Смирнов, жена его Ольга Петрова Троицкая (1816 — до 1849), дочь предыд. попа       | Николай Петров Уразов (ок. 1828-?), в 1857 году запрещен в служении. Жена его Ольга Иванова (ок. 1835-?)                                         | ? | ?                                                                              |
| 1862 | Василий Стефанов Смирнов, жена его Ольга Петрова Троицкая (1816 — до 1849), дочь предыд. попа       | Николай Иванов Муравьев (ок. 1854-?), жена его Алевтина Петрова (ок. 1856-?)                                                                     | Николай Васильев Горский (1816-?), жена его 2-я Александра Николаева Малинина, дочь предыд. диакона, племянница попа (ок. 1830-?) | Иоанн Федоров Разумов (ок. 1846-?), внук предыд. пономаря                      |
| 1864 | Василий Стефанов Смирнов, жена его Ольга Петрова Троицкая (1816 — до 1849), дочь предыд. попа       | Николай Иванов Муравьев (ок. 1854-?), жена его Алевтина Петрова (ок. 1856-?)                                                                     | Николай Васильев Горский (1816-?), жена его 2-я Александра Николаева Малинина, дочь предыд. диакона, племянница попа (ок. 1830-?) | Иоанн Федоров Разумов (ок. 1846-?), внук предыд. пономаря                      |
| 1873 | Иоанн Никитин Речменский, жена его Александра Васильева Смирнова (1847-?), дочь предыд. попа        | Николай Иванов Муравьев (ок. 1854-?), жена его Алевтина Петрова (ок. 1856-?)                                                                     | - нет - | в должности псаломщика Николай Горский, в должности псаломщика Николай Смирнов |
| 1881 | Иоанн Никитин Речменский, жена его Александра Васильева Смирнова (1847-?), дочь предыд. попа        | - нет - | - нет - | в должности псаломщика Григорий Смирнов, в должности псаломщика Сергей Хитров  |
| 1881 | Иосиф Холмогоров, жена его Анна Стефанова Воздвиженская / Митропольская (1826-после 1887)           | - нет - | - нет - | в должности псаломщика Григорий Смирнов, в должности псаломщика Сергей Хитров  |
| 1888 | псаломщик Аркадий Покровский, псаломщик Григорий Смирнов                                            | - нет - | - нет - |                                                                                |
| 1889 | псаломщик Аркадий Покровский, псаломщик Григорий Смирнов                                            | - нет - | - нет - | Стефан Холмогоров, сын предыд. Жена его Анна Егорова Тархова (ок. 1866-?)      |
| 1917 | Василий Успенский                                                                                   | псаломщик Александр Смирнов | - нет - | Стефан Холмогоров, сын предыд. Жена его Анна Егорова Тархова (ок. 1866-?)      |